# Tre croci (romanzo)
(Explicit di Tre croci)
Tre croci è un romanzo dello scrittore italiano Federigo Tozzi scritto nel 1918 in pochi giorni e pubblicato nel 1920 dall'editore Treves.
Nello scrivere il romanzo Tozzi si ispirò alla morte di Niccolò ed Enrico Torrini che sopravvissero per tre anni dal suicidio del fratello Giulio, un antiquario senese per il quale l'autore aveva scritto l'articolo intitolato Per Giulio Torrini pubblicato il 28 dicembre 1915 su La Vedetta Senese.
Nell'archivio Tozzi è conservato il manoscritto autografo composto da 301 carte scritte sul recto e riportanti la numerazione sul verso che porta correzioni minime (tre aggiunte al capitolo XV documentate da otto carte con diversa numerazione) oltre al dattiloscritto originale e le stesse bozze per la stampa che l'autore corresse di suo pugno.
Nel febbraio del 1920, poco prima della sua morte avvenuta il 21 marzo dello stesso anno, Tozzi ricevette a Milano, da Giovanni Beltrami direttore di Treves, una copia del romanzo appena stampato che venne poi messo nella sua bara al momento della sepoltura.

## Trama
L'autore narra l'ultimo periodo di vita dei fratelli Gambi: Giulio, che possiede una libreria antiquaria, Niccolò, che commercia in antichità false, Enrico, rilegatore di libri. I tre, dopo essere vissuti nel discreto benessere grazie al lascito paterno, si trovano ormai in rovina.
Ricevuta una somma di denaro in prestito dal cavaliere Orazio Nicchioli che si è fatto anche garante di una cambiale, i tre fratelli ne incassano altre con la complicità di Giulio che appone la firma falsa del cavaliere. Ma il cavaliere Nicchioli viene messo al corrente del grave fatto da un impiegato della banca; Giulio, non resistendo alla vergogna dello scandalo e alle eventuali conseguenze penali, si suicida impiccandosi nel suo negozio.
Niccolò cerca invece di reagire e trova un impiego come agente di assicurazioni ma, sofferente di gotta come i fratelli, muore poco dopo per un colpo apoplettico, mentre Enrico, che dopo la morte del fratello maggiore Giulio è stato cacciato da casa, si riduce all'accattonaggio e muore all'Ospizio di Mendicità. Lola e Chiarina, le nipoti, insieme a Modesta, la moglie di Niccolò, acquistano tre croci uguali che mettono sulle tombe di Giulio, Niccolò ed Enrico.

## Romanzo cittadino
(Federigo Tozzi, Tre croci)
Tre croci, come scrive Francesca Bernardini Napoletano, «... è romanzo rigorosamente cittadino: Siena è rappresentata con una tecnica tra cubista ed espressionista, ma la descrizione, di valore simbolico, si sofferma spesso sul degrado di mura e angoli di strada. La campagna fa da velario lontano, spesso velata dalla nebbia, e ha la funzione di attivare la memoria e la riflessione».

## La critica
Secondo Giuseppe Antonio Borgese l'opera è da considerarsi il capolavoro di Tozzi «per il superamento della prospettiva autobiografica a favore dell'oggettività e dell'impersonalità, vale a dire per il ritorno ai canoni della narrativa naturalistica e verista».
Di diverso parere è Giacomo Debenedetti il quale ritiene che Tozzi, nel negare «il possesso, la feticizzazione capitalistica della roba», annulla il modello del Verga e «rovescia i dispositivi e le motivazioni... del romanzo positivistico, deterministico e borghese»
Sandro Maxia analizza il personaggio di Giulio in termini cristologici come fa anche Luigi Baldacci che però si sofferma sulla tematica tozziana dell'"indecifrabilità" del reale simile a quella pirandelliana.
Carlo Cassola, che confronta Tozzi con Verga, scrive: «l'ultimo capitolo è il più bello del romanzo, e un capolavoro in senso assoluto: sta alla pari col finale dei Malavoglia. Si può dire che è solo in quest'ultimo capitolo che Tozzi si libera di quell'autobiografismo che gli aveva impedito di prendere le distanze dai personaggi, di vederli col necessario distacco. In altre parole, che gli aveva impedito di uscire da sé, cioè di uscire dall'ambito del romanzo esistenzialista per cimentarsi nel romanzo sociale».